# Caning
Pour les articles homonymes, voir Caning (homonymie).
Le caning, aussi appelé shatt, est une langue dadjo parlée par environ 30 000 locuteurs dans le Kordofan du Sud au Soudan.

## Alphabet
| Majuscules | A | Ä | B | C | D | ꞌD | E | F | G | I | J | K | L | M | N | NG | NY | O | P | R | S | T | U | W | X | Y | Z |
| Minuscules | a | ä | b | c | d | ꞌd | e | f | g | i | j | k | l | m | n | ng | ny | o | p | r | s | t | u | w | x | y | z |